# Chiến dịch phòng ngự hồ Balaton
Chiến dịch phòng ngự hồ Balaton (6 tháng 3 - 16 tháng 3 năm 1945) là một chiến dịch phòng ngự - phản công do Phương diện quân Ukraina 3 của Hồng quân Liên Xô thực hiện chống lại cuộc tấn công của Tập đoàn quân xe tăng 6 SS và các lực lượng còn lại của Cụm tập đoàn quân Nam (Đức). Địa điểm của chiến dịch này tại khu vực xung quanh hồ Balaton ở miền Tây của Hungary ngày nay. Diễn ra tại mặt trận Hungary trong giai đoạn cuối của Chiến tranh thế giới thứ hai, chiến dịch phòng ngự - phản công tại khu vực hồ Balaton cho thấy tính chất ác liệt cho đến đến phút chót của cuộc Chiến tranh thế giới thứ hai tại châu Âu. Mục đích của trận đánh phòng ngự này là nhằm chống trả lại đợt tấn công mang tên Chiến dịch Mùa xuân Tỉnh thức (Frühlingserwachen) của quân đội Đức Quốc xã nhằm vào các vị trí của Phương diện quân Ukraina 3.
Chỉ trong nửa tháng, quân đội Đức Quốc xã đã huy động tất cả những gì có thể để chặn bước tiến của quân đội Liên Xô đang tiến đến Viên và biên giới phía Nam nước Đức. Đối với nước Đức Quốc xã, chiến dịch không chỉ nhằm những mục tiêu quân sự như hất quân đội Liên Xô ra xa biên giới phía Nam nước Đức, bảo vệ vùng công nghiệp dầu mỏ trên vùng biên giới Áo - Hung, bảo vệ vùng công nghiệp Viên mà còn nhằm những mục tiêu chiến lược khác như phục vụ cho việc chuyển trọng tâm chiến đấu của nước Đức Quốc xã đến vùng núi Alpes. Trong trường hợp cuối cùng, bất đắc dĩ phải đầu hàng thì nước Đức Quốc xã sẽ thỏa thuận với các đồng minh Anh - Mỹ chứ không thỏa thuận với Liên Xô. Vì thế, chiến dịch mang một ý nghĩa không hoàn toàn giống với các chiến dịch quân sự thông thường. Cả bên tấn công và bên phòng ngự đều cân nhắc kỹ những hậu quả của các hành động quân sự đem lại. Kết thúc chiến dịch, đợt tấn công của quân Đức đã bị Hồng quân chặn đứng và liền ngay sau đó, Hồng quân mở đợt tổng phản công đẩy lui quân Đức về điểm xuất phát và tiến tới giải phóng Viên.

## Bối cảnh
Sau khi cánh quân Budapest chiếm đến gần 1/3 quân số của Cụm tập đoàn quân Nam (Đức) bị bao vây, tiêu diệt và tan rã tại khu vực Budapest, tuyến phòng thủ của quân Đức trên hướng Bratislava - Viên xuất hiện một lỗ hổng lớn. Lợi dụng lỗ hổng này, ngày 17 tháng 2 năm 1945, Bộ Tổng tư lệnh tối cao Liên Xô ra Chỉ lệnh số 11026 yêu cầu Phương diện quân Ukraina 2 và Phương diện quân Ukraina 3 khẩn trương tổ chức các cuộc tấn công trên hướng Viên không muộn hơn ngày 15 tháng 3 năm 1945. Theo kế hoạch này, Phương diện quân Ukraina 2 sẽ đóng vai trò chủ công và nó được tăng cường Tập đoàn quân cận vệ 9 của thượng tướng Vasili Vasilyevich Glagolyev lấy từ lực lượng dự bị của Đại bản doanh Bộ Tổng tư lệnh tối cao Liên Xô. Phương diện quân Ukraina 3 tiếp nhận Tập đoàn quân 26 của tướng Nikolay Aleksnadrovich Gagen và Tập đoàn quân Bulgaria 1 của tướng Vladimir Dimitrov Stoychev.
Tuy nhiên, kế hoạch này đã không được thực hiện. Ngày 17 tháng 2 năm 1945, Tập đoàn quân cận vệ 7 đang tấn công chiếm lĩnh bàn đạp Kamenitsa ở bờ Tây sông Hron trên đất Slovakia để chuẩn bị tấn công trên hướng Viên thì vấp phải đòn phản công rất mạnh của quân đội Đức Quốc xã. Bị bất ngờ, Tập đoàn quân cận vệ 7 chống trả được một tuần nhưng bị tổn thất lên đến 8.194 người chết và 459 khẩu pháo bị phá hủy. Đến ngày 24 tháng 2, Tập đoàn quân cận vệ 7 buộc phải rút về bờ Đông sông Hron. Trong một tuần chiến đấu này, trinh sát của Phương diện quân Ukraina 2 phát hiện đối thủ của Tập đoàn quân cận vệ 7 là Quân đoàn xe tăng 1 SS "Leibstandarte" của trung tướng SS Hermann Priess thuộc Tập đoàn quân xe tăng 6 SS do thượng tướng SS Josef Dietrich chỉ huy. Đây là một binh đoàn đột kích giỏi nhất của lực lượng SS và quân đội Đức Quốc xã.
Sự xuất hiện của Tập đoàn quân xe tăng 6 SS tại Hungary là một tình huống mới mà Bộ Tổng tư lệnh tối cao Liên Xô không dự kiến trước. Tháng 1 năm 1945, Tập đoàn quân này trực thuộc Cụm tập đoàn quân B (phía Tây) và đang chiến đấu tại Ardennes. Các tiểu đoàn trinh sát của tất cả các tập đoàn quân thuộc cả hai Phương diện quân Ukraina 2 và 3 được lệnh làm rõ ý đồ và lực lượng quân Đức tại phía Tây sông Danube. Đến ngày 1 tháng 3 năm 1945, các nguyên soái R. Ya. Malinovsky và F. I. Tolbukhin đã có trong tay những dữ liệu tương đối chính xác về việc quân Đức đã tập trung tại khu vực xung quanh hồ Balaton 31 sư đoàn, trong đó có 11 sư đoàn xe tăng. 1 giờ 30 phút sáng ngày 6 tháng 3 năm 1945, chỉ 4 giờ trước khi quân Đức mở cuộc tấn công. STAVKA đã ra Chỉ lệnh số 11035 yêu cầu Phương diện quân Ukraina 3 tổ chức chiến dịch phòng ngự. Phương diện quân Ukraina 2 vẫn chuẩn bị cho Chiến dịch Viên.

## Binh lực và kế hoạch

### Quân đội Đức Quốc xã và Hungary

#### Binh lực

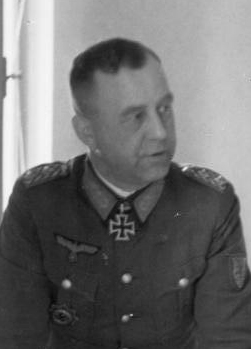
Thượng tướng Bộ binh Otto Wöhler, chỉ huy Cụm Tập đoàn quân Nam.

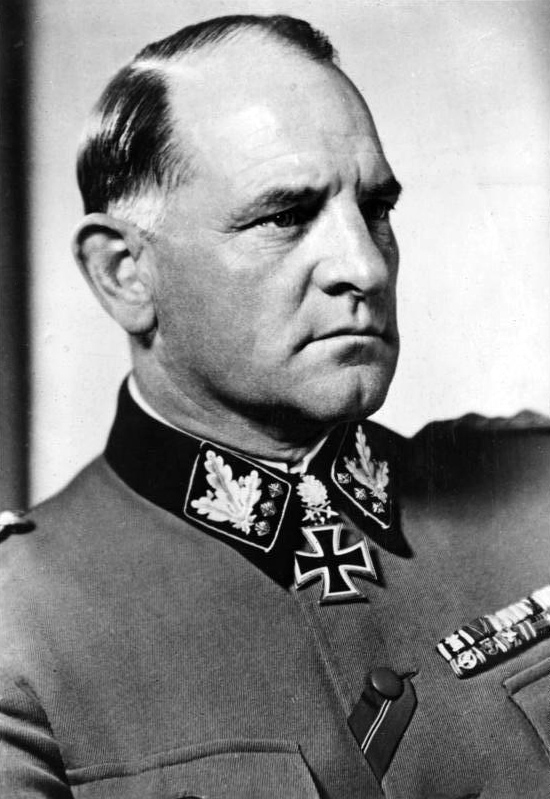
Đại tướng SS Josef Dietrich, chỉ huy Tập đoàn quân thiết giáp SS số 6.

Tham gia chiến dịch là chủ lực của Cụm Tập đoàn quân Nam do Thượng tướng Bộ binh (General der Infanterie) Otto Wöhler chỉ huy và một bộ phận còn lại của quân đội Hungary thuộc chính phủ Ferenc Szálasi. Thành phần tham gia chiến dịch như sau:
- Tập đoàn quân xe tăng 6 SS do Đại tướng SS (SS-Oberst-Gruppenführer) Josef Dietrich chỉ huy. Binh lực gồm có:
  - Quân đoàn xe tăng 1 SS "Leibstandarte" do Trung tướng SS (SS-Gruppenführer) Hermann Priess chỉ huy, trong biên chế có:
    - Sư đoàn Thiết giáp SS số 1 "Leibstandarte SS Adolf Hitler" của Thiếu tướng SS (SS-Brigadeführer) Otto Kumm gồm 3 trung đoàn xe tăng, 1 trung đoàn pháo tự hành, 2 trung đoàn pháo xe kéo, các tiểu đoàn cơ giới, trinh sát, pháo chống tăng, súng cối, thông tin, công binh.
    - Sư đoàn Thiết giáp SS số 12 "Hitlerjugend" của Thiếu tướng SS Hugo Kraas gồm 3 trung đoàn xe tăng, 1 trung đoàn pháo tự hành, 1 trung đoàn pháo xe kéo,, các tiểu đoàn cơ giới, trinh sát, pháo chống tăng, súng cối, thông tin, công binh.
    - Sư đoàn bộ binh 25 (Hungary)

  - Quân đoàn xe tăng 2 SS do Thượng tướng SS (SS-Obergruppenführer) Willi Bittrich chỉ huy. Binh lực gồm có:
    - Sư đoàn Thiết giáp SS số 2 "Das Reich" của Đại tá SS (SS-Standartenführers) Rudolf Lehmann, gồm các trung đoàn thiết giáp 2 "Das Reich", 3 "Deutschland", 4 "Der Führer"; Trung đoàn cơ giới "Langemarck", Trung đoàn pháo chống tăng 2, Trung đoàn pháo binh 2 và các tiểu đoàn trinh sát, trợ chiến.
    - Sư đoàn Thiết giáp SS số 9 "Hohenstaufen" của Thiếu tướng SS Sylvester Stadler gồm các trung đoàn xe tăng SS 9, 19, 20, Trung đoàn pháo chống tăng, Trung đoàn pháo binh và các tiểu đoàn trinh sát, trợ chiến.
    - Sư đoàn đoàn bộ binh 44 "Hoch- und Deutschmeister" của Trung tướng (Generalleutnant) Hans-Günther von Rost
- Tập đoàn quân xe tăng 2 do Thượng tướng Pháo binh (General der Artillerie) Maximilian de Angelis chỉ huy[Gc 1]. Biên chế gồm có:
  - Quân đoàn sơn cước 22 do Thượng tướng Sơn cước (General der Gebirgstruppe) Hubert Lanz chỉ huy. Binh lực gồm có:
    - Sư đoàn sơn cước 1 của Thượng tướng Sơn cước Ludwig Kübler.
    - Sư đoàn khinh binh 118 của Thiếu tướng (Generalmajor) Hubertus Lamey.
    - Sư đoàn khinh binh 104 của Trung tướng Hartwig von Ludwiger.

  - Quân đoàn bộ binh 68 do Thượng tướng Sơn cước Rudolf Konrad chỉ huy. Binh lực gồm có:
    - Sư đoàn sơn cước 13 SS "Handschar" của Thiếu tướng SS Desiderius Hampel
    - Sư đoàn bộ binh 71 của Thiếu tướng Eberhard von Schuckmann.

  - Lữ đoàn cơ giới 92 của đại tá Grosser (?)
- Tập đoàn quân 6 do Thượng tướng Thiết giáp (General der Panzertruppe) Hermann Balck chỉ huy. Biên chế gồm có:
  - Quân đoàn kỵ binh 1 của Thượng tướng Kỵ binh (General der Kavallerie) Gustav Harteneck. Binh lực gồm có:
    - Sư đoàn xe tăng 6 của Trung tướng Rudolf von Waldenfels
    - Sư đoàn kỵ binh 3 của Thiếu tướng Peter von der Groeben
    - Sư đoàn bộ binh 96 của Thiếu tướng Hermann Harrendorf
    - Sư đoàn bộ binh 711 của Trung tướng Friedrich-Wilhelm Deutsch.
    - Sư đoàn bộ binh 23 (Hungary).
    - Tàn quân của Quân đoàn bộ binh 8 (Hungary).

  - Quân đoàn xe tăng 3 (Cụm quân Breith) của Thượng tướng Thiết giáp Hermann Breith. Binh lực gồm có:
    - Sư đoàn xe tăng 1 của Trung tướng Eberhard Thunert
    - Sư đoàn xe tăng 3 của Thiếu tướng Wilhelm Söth
    - Sư đoàn xe tăng 23 của Trung tướng Josef von Radowitz

  - Quân đoàn xe tăng 4 SS của Thượng tướng SS Herbert Gille[Gc 2]. Binh lực gồm có:
    - Sư đoàn Thiết giáp SS số 3 "Totenkopf" của Thiếu tướng SS Hellmuth Becker
    - Sư đoàn Thiết giáp SS số 5 "Wiking" của Chuẩn tướng SS (SS-Oberführer) Karl Ullrich

  - Quân đoàn bộ binh 2 (Hungary)
- Quân đoàn bộ binh 91 lấy từ Cụm Tập đoàn quân E do Thượng tướng Bộ binh Werner von Erdmannsdorff chỉ huy. Thành phần gồm có:
  - Sư đoàn kỵ binh Cossak 1 của Trung tướng Helmuth von Pannwitz.
  - Sư đoàn nhảy dù 11 của Đại tá (Oberst) Walter Gericke.
  - Sư đoàn bộ binh 297 của Trung tướng Albrecht Baier.
  - Cụm tác chiến sư đoàn Von Fischer.
  - Lữ đoàn bộ binh 967.
- Tập đoàn không quân số 4 (Thiếu tướng Karl Heinrich Schultz)
- Các đơn vị còn lại của Tập đoàn quân 3 (Hungary) do Đại tướng (vezérezredes) Heszlényi József chỉ huy, được tăng cường bởi các sư đoàn bộ binh Đức và một lữ đoàn pháo tự hành Sturmgeschütz.[11]

Tổng số binh lực phía Đức và Hungary có 31 sư đoàn, trong đó có 11 sư đoàn xe tăng, và một số đơn vị khác. Tổng số gồm trên 430.000 binh lính và sĩ quan, trang bị khoảng 900 xe tăng (trong đó có nhiều xe tăng kiểu mới Con Báo, Con Cọp và Vua Cọp), 5.600 pháo và súng cối cùng 850 máy bay.

#### Kế hoạch
Trong khi trận địa của quân Đức tại Đông Âu đang lần lượt tan vỡ, Hitler vẫn không từ bỏ hy vọng về một cú lật ngược tình thế có thể cứu vãn được tình hình nguy kịch của Đế chế thứ ba. Một trong những đòn tấn công như vậy diễn ra ngay tại hồ Balaton, đúng vào lúc Phương diện quân Ukraina 2 và 3 đang chuẩn bị một đòn đánh mạnh vào Viên. Ý định này được kích thích từ những thành công về chiến thuật mà quân đoàn thiết giáp số 4 thể hiện trong những trận đánh ở Budapest hồi đầu năm. Để thực thi ý định này, Hitler đã dùng đến một trong những lực lượng dự bị cuối cùng của mình là Tập đoàn quân thiết giáp SS số 6 của thượng tướng SS Josef Dietrich. Đây là một trong những đơn vị chủ công trong trận Ardennes và nó chỉ mới vừa được rút từ Mặt trận phía Tây về hồi tháng 1 năm 1945.

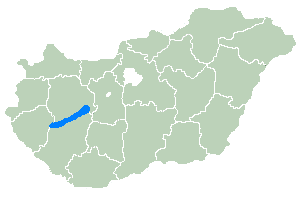
Vị trí của hồ Balaton (màu xanh dương) trong lãnh thổ của Hungary.

Kế hoạch tấn công của Đức nhắm vào Phương diện quân Ukraina 3 mang nhiều tham vọng. Tập đoàn quân xe tăng SS số 6 chịu trách nhiệm về mũi tấn công chính, sẽ tấn công từ một khu vực phía Bắc hồ Balaton trên một chính diện rộng, với hướng chính là Székesfehérvár, với nhiệm vụ đẩy lùi Tập đoàn quân 27 (Liên Xô) và tiến đến sông Danube, tiếp cận Dunapentele (Dunaujvaros), Dunafeldvar (Dunafoldvar) và Szekszárd. Sau khi đến được sông Danube, lực lượng của Tập đoàn quân xe tăng SS 6 sẽ tách làm hai mũi Bắc và Nam. Mũi phía Bắc sẽ xuyên thủng đội hình của Tập đoàn quân xe tăng cận vệ 6, tiến dọc theo sông Danube để tái chiếm Budapest, nơi mà Đức đã để lọt vào tay Liên Xô từ ngày 13 tháng 2 năm 1945. Mũi phía Nam sẽ tiến dọc theo kênh đào Sio để bắt liên lạc với Cụm Tập đoàn quân E Đức. Để phối hợp, Cụm Tập đoàn quân E Đức có nhiệm vụ thực hiện mũi chủ công thứ hai, tấn công tại khu vực gần điểm hợp lưu của sông Drava và sông Danube, tiến đánh qua Mohács tại khu vực trấn thủ của Tập đoàn quân Bulgaria số 1 để hướng lên phía Bắc. Nếu hai mũi tấn công này gặp nhau thành công, sẽ hợp vây được các tập đoàn quân 26 và 57 Liên Xô. Tập đoàn quân số 6 (Đức Quốc xã) có nhiệm vụ kìm chế giữ chân Tập đoàn quân 26 Liên Xô khi chúng đang bị vây và nếu được, có thể tổ chức vượt sông Danube và đánh chiếm một đầu cầu tại Dunafeldvar và Dunapentele. Tương tự như vậy, Tập đoàn quân thiết giáp số 2 Đức cũng sẽ tấn công từ khu vực phía Nam hồ Balaton gần Nagybajom để kìm chế giữ chân Tập đoàn quân 57. Tập đoàn quân Hungary 3 sẽ phòng ngự khu vực phía Bắc mũi tấn công chính và phía Tây Budapest tại khu vực kéo dài từ Szekesfehervar tới sông Danube.
Cuộc tấn công này được đặt cho mật danh "Mùa xuân Tỉnh thức" (Fruhlingserwachen). Cái tên chiến dịch phản ánh rất rõ ràng ý định của Bộ Tư lệnh Đức Quốc xã và của bản thân Hitler về nỗ lực đảo ngược tình thế cuộc chiến hoặc chí ít cũng ngăn chặn được sự cáo chung của đế chế thứ ba. Nước Đức Quốc xã bước vào mùa xuân năm 1945 trong một cơn ác mộng khủng khiếp với những thất bại liên tiếp trên chiến trường cùng các cơ sở kinh tế bị tàn phá nặng nề bởi những trận mưa bom của lực lượng không quân chiến lược Đồng Minh. Chính vì vậy, bằng cách này hay cách khác, chế độ phát xít Hitler cần phải "tỉnh thức" khỏi cơn ác mộng này.
"Mùa xuân tỉnh thức" tuy có chung xuất phát điểm là khu vực giữa hồ Balaton và hồ Velence như chuỗi chiến dịch "Konrad" nhằm giải vây Budapest hồi đầu năm, nhưng nó mang nhiều đặc điểm khác biệt. Thứ nhất, trong khi Konrad chỉ nhằm giải vây cho gần 190.000 quân Đức-Hung trong "cái chảo" Budapest, thì lần này quân Đức đặt ra mục tiêu và quy mô lớn hơn, đó là hất Phương diện quân Ukraina 3 ra khỏi bờ Tây sông Danube. Điều này dẫn tới khác biệt thứ hai, đó là trọng tâm cuộc tấn công chuyển từ phía Đông Bắc hồ Velence sang phía Nam hồ Balaton. Cụ thể là mũi chủ công của Tập đoàn quân số 6 SS sẽ hướng xuống phía Nam, đánh vào sau lưng Tập đoàn quân số 57 (Liên Xô), sau cùng sẽ tiến tới hội quân với mũi chủ công của Cụm Tập đoàn quân E ở phía Nam và hợp vây cánh trái của Phương diện quân Ukraina 3. Như vậy, mục tiêu chính của quân Đức không còn là Budapest, mà là khu vực nằm giữa hồ Balaton với sông Danube.
Ở đây, việc dồn quân tổ chức tấn công tại Hungary của Hitler đã bị một số tướng lĩnh dưới quyền chỉ trích kịch liệt. Theo Heinz Guderian, kế hoạch tấn công như vậy là vô lý nếu như xét đến trong thời điểm lúc đó trận tuyến của quân Đức tại Ba Lan vừa bị đục thủng một lỗ lớn và quân đội Liên Xô chỉ còn cách thủ đô Berlin vài chục cây số:
| “                                       | Cuối cùng, Hitler đã quyến định chuyển Mặt trận phía Tây sang thế phòng ngự và điều chuyển binh lực sang phía Đông... Tôi đã lập một kế hoạch sử dụng các lực lượng dự bị đó, dự tính điều chúng ngay lập tức tới sông Oder và, nếu thời gian cho phép, sẽ tổ chức vượt sông để làm yếu đi mũi tấn công của đối phương đang thọc vào các phòng tuyến của chúng ta bằng cách tấn công vào cạnh sườn của họ. Nhưng khi tôi hỏi Jodl rằng Hitler ra mệnh lệnh gì, ông ta bảo tôi là lực lượng chính rút từ mặt trận phía Tây (Tập đoàn quân thiết giáp số 6) sẽ được điều tới Hungary. Tôi đã mất bình tĩnh và trút cơn thịnh nộ vào Jodl. Nhưng ông ta chỉ nhún vai. Tôi không bao giờ biết liệu đó có phải là kết quả của một quyết định ảnh hưởng bởi Hitler hay không. Trong buổi báo cáo sau đó với Hitler, tôi đã đưa ra các ý kiến phản bác lại quyết định này. Hitler bác bỏ các ý kiến của tôi, nói rằng quyết định tiến vào Hungary có lý do về nhu cầu đẩy quân Nga ra khỏi sông Danube và giải vây cho Budapest. Từ ngày đó trở đi, ngày nào chúng tôi cũng tranh cãi về quyết định không may mắn đó. Khi tôi cố ép Hitler phải từ bỏ quyết định đó dựa trên các lý lẽ về mặt quân sự, ông ta nhảy sang luận điểm về tầm quan trọng chiến lược về các vựa dầu tại Hungary khi lực lượng không quân đối phương đã phá hủy các nhà máy hóa chất của chúng ta: "Nếu không có nhiên liệu thì xe tăng sẽ không chạy, máy bay sẽ không bay. Với thực tế này, ông phải chấp nhận. Nhưng các tướng lĩnh của tôi không biết tí gì về các nguồn lực chiến tranh." Ông ta bị ám ảnh bởi ý tưởng này và không ai có thể thay đổi suy nghĩ của ông ta. | ” |
| — Heinz Guderian, hồi ký, trang 539-540 | |   |

Và cũng cần phải chú ý rằng, tình hình trận tuyến của Phương diện quân Ukraina 3 tại miền Tây Hungary trong tháng 3 năm 1945 khác xa nhiều so với hồi tháng 1, khi quân đoàn xe tăng số 18 suýt nữa bị nghiền nát bởi quân đoàn thiết giáp SS số 4 (Đức). Lý do đơn giản là đến thời điểm này, việc thanh toán "cái chảo" Budapest đã thực hiện xong, vì vậy quân đội Liên Xô đã có thể giải tán hai Cụm tác chiến ở Budapest và điều động binh lực của nó đến những khu vực khác trên mặt trận. Nói cách khác, trong khi Cụm Tập đoàn quân Nam được tăng cường Tập đoàn quân thiết giáp SS số 6 thì Phương diện quân Ukraina 3 cũng được bổ sung một phần đáng kể binh lực lấy từ Phương diện quân Ukraina 2 và từ các cụm tác chiến ở Budapest. Ngoài ra, thời tiết chuyển biến xấu tiếp tục vô hiệu hóa "ưu thế" binh lực (mà quân Đức dự tính) do công tác vận chuyển binh lực trong điều kiện thời tiết xấu như vậy trở nên vô cùng khó khăn. Đồng thời để đảm bảo bí mật, việc chuyển quân của Tập đoàn quân thiết giáp SS số 6 chỉ được bắt đầu vào gần sát thời điểm xảy ra chiến dịch tấn công, một điều gần như là bất khả thi trong điều kiện đường đất lầy lội và thời tiết không ủng hộ. Ví dụ sư đoàn thiết giáp SS số 9 "Hohenstaufen" được yêu cầu bắt đầu chuyển quân vào lúc 13 giờ ngày 5 tháng 3 và phải đến vị trí chuẩn bị tấn công vào 4 giờ ngày hôm sau - một nhiệm vụ không thể hoàn thành được do các binh đoàn của lục lượng này đã kẹt cứng trên các con đường bùn lầy ngập ngụa. Chuyện tương tự xảy ra đối với sư đoàn thiết giáp SS số 2 "Das Reich". Khi các chỉ huy sư đoàn than phiền với ban chỉ huy quân đoàn thiết giáp SS số 2, ông ta cũng bó tay chịu trói vì không có thẩm quyền hoãn cuộc tấn công. Kiến nghị một lần nữa được đưa thẳng lên chỉ huy Tập đoàn quân Josef Dietrich, và câu trả lời của Dietrich là: "Chúng ta phải tấn công vào sáng mai." Kết quả, các sư đoàn Đức tổ chức tấn công vào "sáng mai" mà không tập hợp đầy đủ binh lực cần thiết trong biên chế của đơn vị mình.

### Quân đội Liên Xô

#### Binh lực
Phương diện quân Ukraina 3:
- Tư lệnh: Nguyên soái F. I. Tolbukhin
- Tham mưu trưởng: thượng tướng S. P. Ivanov)
- Tập đoàn quân cận vệ 4 do trung tướng N. D. Zakhvetayev chỉ huy. Thành phần gồm có:
  - Bộ binh:
    - Quân đoàn bộ binh cận vệ 20 gồm các sư đoàn đổ bộ đường không cận vệ 5, 7 và Sư đoàn bộ binh cận vệ 40.
    - Quân đoàn bộ binh cận vệ 21 gồm các sư đoàn bộ binh cận vệ 62 và 69.
    - Quân đoàn bộ binh cận vệ 31 gồm các sư đoàn bộ binh cận vệ 4, 34 và 80.
    - Quân đoàn bộ binh 68 gồm các sư đoàn bộ binh 52, 93 và 223.

  - Kỵ binh: Quân đoàn kỵ binh cận vệ 5 gồm các sư đoàn kỵ binh cận vệ 11, 12; Sư đoàn kỵ binh 63; Trung đoàn pháo tự hành 1896; các trung đoàn pháo chống tăng cận vệ 5 và 150; Tiểu đoàn xe tăng hạng nhẹ cận vệ 72; Trung đoàn cơ giới cận vệ 9 và Trung đoàn phòng không 58.
  - Thiết giáp: Quân đoàn xe tăng 23 gồm các lữ đoàn xe tăng 3, 39, 135; Lữ đoàn cơ giới 56; Trung đoàn pháo tự hành 1443; Tiểu đoàn moto 82; các trung đoàn pháo chống tăng 1501, 1669; Trung đoàn súng cối 457; Tiểu đoàn súng phun lửa tự hành 739; Trung đoàn phòng không 1697.
  - Pháo mặt đất: Lữ đoàn lựu pháo 123; các trung đoàn pháo chống tăng 438, 452, 1332; các trung đoàn súng cối 466, 493.
  - Pháo phòng không: Sư đoàn 27 gồm các trung đoàn 1354, 1358 1364 và 1370.
  - Công binh: Lữ đoàn hỗn hợp 56.
- Tập đoàn quân 26 do trung tướng N. A. Gagen chỉ huy. Thành phần gồm có:
  - Bộ binh
    - Quân đoàn bộ binh 30 gồm các sư đoàn bộ binh cận vệ 36, 68 và Sư đoàn bộ binh 155.
    - Quân đoàn bộ binh 104 gồm Sư đoàn bộ binh cận vệ 66 và các sư đoàn bộ binh 93, 151.
    - Quân đoàn bộ binh 135 gồm các sư đoàn bộ binh 74, 233, 236.

  - Pháo binh: Lữ đoàn lựu pháo 205, Trung đoàn pháo chống tăng 595, trung đoàn súng cối 175, Trung đoàn phòng không 272.
  - Công binh:Lữ đoàn hỗn hợp 20.
- Tập đoàn quân 27 do thượng tướng S. G. Trofimenko chỉ huy. Thành phần gồm có:
  - Bộ binh:
    - Quân đoàn bộ binh cận vệ 35 gồm Sư đoàn đổ bộ đường không 3 và các sư đoàn bộ binh 78, 163.
    - Quân đoàn bộ binh 33 gồm các sư đoàn bộ binh 202, 206 và 337.
    - Quân đoàn bộ binh 37 gồm Sư đoàn bộ binh cận vệ 108 và các sư đoàn bộ binh 316, 320.
    - Sư đoàn bộ binh cận vệ 1 (trực thuộc).

  - Pháo binh: Lữ đoàn lựu pháo 27, Trung đoàn pháo chống tăng cận vệ 315, Trung đoàn sơn pháo 480, Trung đoàn phòng không 249.
  - Công binh: Lữ đoàn hỗn hợp 43.
- Tập đoàn quân 57 do thượng tướng M. N. Sharokhin chỉ huy. Thành phần gồm có:
  - Bộ binh:
    - Quân đoàn bộ binh cận vệ 6 gồm Sư đoàn đổ bộ đường không cận vệ 10, Sư đoàn bộ binh cận vệ 61 và Sư đoàn bộ binh 104.
    - Quân đoàn bộ binh 64 gồm các sư đoàn bộ binh cận vệ 20 và 73, Sư đoàn bộ binh 113.
    - Quân đoàn bộ binh 133 gồm các sư đoàn bộ binh 84, 122 và 299.

  - Pháo binh: Lữ đoàn lựu pháo 160, Trung đoàn pháo nòng dài cận vệ 42, Trung đoàn pháo chống tăng 374, Trung đoàn súng cối 523, Trung đoàn phòng không 71.
  - Công binh: Lữ đoàn hỗn hợp 65.
- Tập đoàn quân không quân 17 do thượng tướng không quân V. A. Sudets chỉ huy. Thành phần gồm có:
  - Máy bay tiêm kích: Các sư đoàn 194, 288 và 295.
  - Máy bay cường kích: Quân đoàn 10 gồm các sư đoàn 136, 189 và 306.
  - Máy bay ném bom: Các sư đoàn 244 (ban ngày) và 262 (ban đêm).
  - Máy bay vận tải: Các trung đoàn 39, 96, 227.
  - Máy bay trinh sát, cứu hộ, liên lạc: Các trung đoàn 3, 26 và 282.
  - Pháo phòng không: Các trung đoàn 1614, 1615, 1654, 1676 và 1975.
- Một phần lực lượng của Tập đoàn quân không quân 5 do thượng tướng không quân S. K. Goryunov) chỉ huy, được phối thuộc từ Phương diện quân Ukraina 2
- Tập đoàn quân Bulgaria 1 do thượng tướng V. D. Stoychev chỉ huy. Thành phần gồm có:
  - Bộ binh:
    - Quân đoàn Bulgaria 3 gồm các sư đoàn bộ binh 8, 10, 12 và 16.
    - Quân đoàn Bulgaria 4 gồm các sư đoàn bộ binh 3 và 11.

  - Pháo binh: Trung đoàn lựu pháo số 1, các trung đoàn pháo chống tăng 2 và 3, Trung đoàn phòng không số 1.
  - Thiết giáp: Tiểu đoàn xe tăng 1.
  - Công binh: Trung đoàn hỗn hợp 4.
- Tập đoàn quân Nam Tư 3 do thượng tướng Kosta Nadj chỉ huy. Thành phần gồm có:
  - Quân đoàn bộ binh 6 gồm các sư đoàn Slovenia 12 và 40.
  - Quân đoàn Zagreb 5 gồm Sư đoàn Zagorski 32 và Sư đoàn Croatia 33.
  - Các đơn vị trực thuộc tập đoàn quân: các sư đoàn Vojvodina 16, 36 và 51.
- Các đơn vị trực thuộc Phương diện quân:
  - Bộ binh: Sư đoàn bộ binh 21, Sư đoàn bộ binh mô tô 10.
  - Kỵ binh: Quân đoàn kỵ binh cận vệ 5 gồm có: Các sư đoàn kỵ binh cận vệ 11 và 12, Sư đoàn kỵ binh 63; Trung đoàn pháo tự hành 1896; các trung đoàn pháo chống tăng cận vệ 5 và 150; các trung đoàn súng cối cận vệ 9 và 72; Trung đoàn phòng không 585.
  - Thiết giáp:
    - Quân đoàn cơ giới cận vệ 1 gồm các lữ đoàn cơ giới cận vệ 1, 2, 3; Lữ đoàn xe tăng cận vệ 9; các trung đoàn pháo tự hành 382 (cận vệ), 1453 và 1821; Tiểu đoàn trinh sát cơ giới cận vệ 11; các trung đoàn súng cối 407 (cận vệ) và 267; Trung đoàn phòng không 1699.
    - Quân đoàn xe tăng 18 gồm các lữ đoàn xe tăng 110, 170 và 181; Lữ đoàn cơ giới 32; Trung đoàn pháo tự hành chống tăng cận vệ 363; Trung đoàn pháo tự hành 1438; Tiểu đoàn trinh sát cơ giới 78; các trung đoàn pháo chống tăng 452 và 1000; các trung đoàn súng cối 106 (cận vệ) và 292; Trung đoàn phòng không 1694.
    - Các đơn vị trực thuộc gồm Lữ đoàn cơ giới cận vệ 32; các lữ đoàn pháo tự hành 207, 208, 209; Trung đoàn xe tăng 249; các trung đoàn pháo tự hành 366 (cận vệ chống tăng), 864, 1201, 1202, 1891; các trung đoàn súng cối 3 (cận vệ) 53 và 67; Tiểu đoàn súng phun lửa 252.

  - Pháo binh:
    - Quân đoàn pháo binh 2 gồm Sư đoàn 9 (1 lữ đoàn pháo nòng dài, 2 lữ đoàn lựu pháo, 1 lữ đoàn súng cối); Sư đoàn 19 (1 lữ đoàn pháo nòng dài, 1 lữ đoàn lựu pháo, 1 lữ đoàn hỏa tiễn, 1 lữ đoàn pháo chống tăng, 2 lữ đoàn súng cối); Sư đoàn 7 (gồm 1 lữ đoàn pháo nòng dài, 2 lữ đoàn lựu pháo, 2 lữ đoàn hỏa tiễn và 1 lữ đoàn súng cối).
    - Các đơn vị độc lập: Lữ đoàn pháo nòng dài 506; các trung đoàn lựu pháo 152, 274; các lữ đoàn pháo chống tăng 7, 9, 10, 12, 24, 42, 43 và 49; các trung đoàn pháo chống tăng 521 và 1312; các lữ đoàn súng cối cận vệ 23, 25, 28, 35, 45, 51, 58, 61, 87 và 328.

  - Pháo phòng không:
    - Sư đoàn 3 gồm các trung đoàn 1084, 1089, 1114 và 1118.
    - Sư đoàn 4 gồm các trung đoàn cận vệ 253, 254, 268 và Trung đoàn 606.
    - Sư đoàn 9 gồm các trung đoàn 800, 974, 981 và 993.
    - Sư đoàn 22 gồm các trung đoàn 1335, 1341, 1347 và 1353.
    - Các trung đoàn phòng không cận vệ 258 và 271; các trung đoàn phòng không 82, 241, 247, 303, 470, 579, 626, 1384 và 1474; các tiểu đoàn pháo phòng không tự hành 60, 139, 227 và 504.

  - Công binh:
    - Các lữ đoàn mở đường 11 và 12
    - Các lữ đoàn cầu phà cận vệ 5 và 44
    - Trung đoàn công trình cận vệ 2
    - Trung đoàn kỹ thuật 6
    - Tiểu đoàn rà phá mìn 64

Vào lúc bắt đầu chiến dịch, Phương diện quân Ukraina 3 có trong tay 400.000 binh lính và sĩ quan, 400 xe tăng và pháo tự hành, 7.000 pháo và súng cối cùng khoảng 700 máy bay. Theo A. V. Isayev, có gần 25% số xe thiết giáp của Phương diện quân Ukraina 3 là loại pháo tự hành kiểu cũ SU-76 với hỏa lực và sức mạnh không bì được so với loại StuG 3 và Jagdpanther của Đức, tuy nhiên số lượng của pháo tự hành chống tăng kiểu mới SU-100 lại rất lớn và được bố trí với mật độ dày đặc, ở một mức độ "chưa từng có" trên Mặt trận Xô-Đức lúc đó. Ngoài ra, lực lượng dự trữ của Phương diện quân Ukraina 3 - Quân đoàn kỵ binh cận vệ số 5 - dù bị hao mòn nhiều nhưng vẫn là một đơn vị có sức chiến đấu và tinh thần đáng nể, nhất là nếu xét theo chiến thuật phòng ngự mà F. I. Tolbukhin áp dụng.
Như vậy, so sánh tương quan về lực lượng, hai bên có số quân gần tương đương nhau; phía Đức chiếm ưu thế về xe tăng và pháo tự hành gấp hai lần, nhưng lại kém phía Nga về pháo và súng cối. Cân nhắc về tương quan lực lượng như vậy, Đại bản doanh Bộ Tổng tư lệnh Tối cao Liên Xô đã mạnh dạn ra quyết định chủ động tổ chức phòng ngự với lực lượng hiện có, đón sẵn mũi tấn công của quân Đức.

#### Kế hoạch
Ba ngày sau khi chiếm được Budapest, ngày 17 tháng 2, Đại bản doanh Bộ tổng tư lệnh tối cao Liên Xô ra lệnh cho các phương diện quân Ukraina 2 và 3 chuẩn bị kế hoạch tiến công vào Viên. Do những tin tức trinh sát ban đầu cho thấy chỉ có những lực lượng nhỏ đối phương, nên kế hoạch tấn công được ấn định vào ngày 15 tháng 3, và nhiệm vụ chủ yếu được giao cho Phương diện quân Ukraina 2. Tuy nhiên, trong quá trình chuẩn bị, một lực lượng lớn xe tăng Đức đã tấn công vào Tập đoàn quân cận vệ 7 thuộc Phương diện quân Ukraina 2 lúc đó đang làm nhiệm vụ trấn giữ bàn đạp phía Tây sông Hron, khiến họ phải rút lui về bờ Đông. Đây là một thắng lợi chiến thuật cho phía Đức, khi xóa bỏ được một bàn đạp thuận tiện cho việc tấn công vào Viên, nhưng lại là một sai lầm chiến lược, khi để mất yếu tố bất ngờ.
Nhờ vậy, trinh sát Liên Xô đã phát hiện ra sự tập trung một cánh quân mạnh với nhiều binh lực và phương tiện ở phía Bắc hồ Balaton, và sự xuất hiện của Tập đoàn quân xe tăng 6 SS vốn được tin là còn ở lại Mặt trận phía Tây. Việc điều động một binh đoàn xe tăng mạnh, từng được xem là "con cưng" của Aldolf Hitler, đến khu vực này dấy nên mối nghi ngờ về một ý đồ quan trọng của Bộ chỉ huy tối cao Đức. Điều này đã giúp cho các phương diện quân dần dần phát hiện ra lực lượng và ý đồ của đối phương.
Đại bản doanh lập tức ra lệnh thông báo cho các đơn vị và theo dõi địch chặt chẽ. Việc chuẩn bị tấn công vào Viên không bỏ, mà tiếp tục được chuẩn bị thật đầy đủ. Nhằm đối phó lại cuộc tấn công sắp tới của quân Đức, Phương diện quân Ukraina 3 sẽ phòng ngự có chủ định theo chiều sâu, đặc biệt là bố trí các trận địa chống tăng mạnh dựa trên những kinh nghiệm của giai đoạn phòng ngự trong trận Vòng cung Kursk. Việc xây dựng các hệ thống phòng ngự được giao cho thượng tướng L. Z. Kotlyar, chủ nhiệm lực lượng công binh của Phương diện quân.
Chỉ trong vòng một thời gian ngắn, một hệ thống phòng thủ quy mô lớn bao gồm những đoạn đường hào chằng chịt, phức tạp đã được xây dựng, trong đó có những biện pháp phòng ngự "chưa từng có" và "khủng khiếp" như các loại hàng rào điện chống bộ binh và chống xe tăng. Những bãi mìn khổng lồ cũng được xếp đặt trên các hướng trọng yếu. Công tác chống tăng đặc biệt được chú trọng với 66 ổ đề kháng chống tăng cùng với 65% số pháo của Phương diện quân đã được tập trung chỉ trên 83 cây số địa đoạn mặt trận kéo dài từ Gant tới hồ Balaton. Ở các khu vực chính yếu, mật độ pháo binh lên tới 60-70 khẩu/cây số. Chiều sâu dải phòng ngự ở một số khu vực đạt tới 25–30 km. Công tác hậu cần cũng được tập trung chú trọng vì rõ ràng thành bại của một chiến dịch phòng ngự phụ thuộc nhiều vào việc cung cấp đầy đủ và kịp thời nhiên liệu và đạn dược. Do hệ thống kho bãi của Phương diện quân được đặt ở bờ Đông sông Danube để tránh bị quân Đức oanh kích, quân đội Liên Xô buộc phải vận chuyển quân nhu băng qua con sông và vì vậy, họ đã xây dựng nhiều cây cầu vững chắc bắc ngang sông Danube cũng như một hệ thống đường ống dẫn dầu chạy ngầm dưới lòng sông.
Đến trước khi chiến dịch mở màn, một hệ thống phòng ngự kiên cố gồm hai lớp chiến tuyến đã được thiết lập. Lớp đầu tiên do Tập đoàn quân cận vệ số 4 trấn thủ tại khu vực Gant-Seregélyes và Tập đoàn quân số 26 trấn thủ tại khu vực Seregélyes-phía Đông hồ Balaton. Tập đoàn quân số 27 được bố trí lớp thứ hai. Hướng thứ yếu khu vực Tây Nam hồ Balaton, đoạn Etvesh-Konya (???) sẽ do Tập đoàn quân số 57 chống giữ. Cánh trái thì được giao cho Tập đoàn quân Bulgaria số 1. Bên trái Tập đoàn quân Bulgaria số 1 là Tập đoàn quân Nam Tư số 3. Lực lượng dự bị của Phương diện quân là các quân đoàn xe tăng số 18, 23, quân đoàn cơ giới cận vệ số 1 và quân đoàn kỵ binh cận vệ số 5 cùng với một số đơn vị pháo binh. Ở đây, Phương diện quân Ukraina 3 không được phép sử dụng các đơn vị dự trữ cho chiến dịch Viên để dùng cho việc chuẩn bị phòng ngự, vì vậy Tập đoàn quân cận vệ số 9 không tham gia chiến dịch phòng ngự tại hồ Balaton.
Như vậy có thể nói, Balaton là một phiên bản thu nhỏ của Trận Vòng cung Kursk xưa kia. Điều khác biệt duy nhất so với trận Kusrk là, lần này Đại bản doanh hoàn toàn tự tin về sức mạnh phòng thủ cũng như khả năng chiến thắng của mình trong trận đánh này.

## Diễn biến

### Giai đoạn phòng ngự

Quân Đức tấn công.

#### Hướng Gorjani - Mohács
Tướng Werner von Erdmansdorf, chỉ huy Quân đoàn bộ binh 91 (Đức) dành ra 2 sư đoàn bộ binh và 1 sư đoàn cơ giới để tập trung tấn công vào Tập đoàn quân Nam Tư 3 đang phòng thủ trên hướng Gorjani - Batina, 2 sư đoàn còn lại tấn công Tập đoàn quân Bulgaria 1 và đặt tên cho hoạt động tấn công này là "Khu rừng ma quỷ". Cuộc tấn công của quân Đức mở màn vào mờ sáng ngày 6 tháng 3 năm 1945 tại khu vực do Tập đoàn quân Bulgaria 1 và Tập đoàn quân Nam Tư 3 trấn thủ ở nơi hợp lưu của sông Drava và sông Danube. Quân đoàn số 91 (Đức) thuộc Cụm Tập đoàn quân E đã vượt sông Drava thành công và thiết lập được hai đầu cầu rộng 8 cây số và sâu 5 cây số. Đối phó lại, quân đội Liên Xô điều quân đoàn bộ binh số 133 đến khu vực này để tăng cường cho lực lượng phòng ngự.
Nguyên soái F. I. Tolbukhin yêu cầu tướng Vladimir Stoychev sử dụng Quân đoàn bộ binh 133 do trung tướng Z. N. Alekseyev chỉ huy được tăng cường Sư đoàn súng cối cận vệ của Thiếu tướng P. A. Artyushchenko phòng thủ cứng rắn tại Harkány, giữ chặt bờ bắc sông Drava, phong tỏa mọi con đường dẫn đến thành phố Pécs, một trong các mục tiêu tấn công của Quân đoàn bộ binh 91 (Đức). Tướng Vladimir Stoychev hứa sẽ chặn đứng và đẩy lùi cuộc tấn công của quân Đức trong vòng từ 4 đến 5 ngày. Tuy nhiên, cuộc chiến tại khu đầu cầu Harkány đã diễn ra rất ác liệt và kéo dài. Ngày 10 tháng 3, ngày đỉnh điểm của cuộc tấn công, hai bên đã tổ chức một trận không chiến lớn trên khu vực đầu cầu phía nam Harkán. Tập đoàn quân không quân 17 (Liên Xô) tung ra 16 chiếc cường kích IL-2 và 12 chiếc tiêm kích La-5. Quân Đức cũng huy động 20 chiếc Ju-87 và 15 chiếc Fw-190, sau khi đã trút hết bom vào các mục tiêu của cả hai bên, hơn 60 máy bay Liên Xô và Đức Quốc xã quần thảo trên vùng trời khu vực đầu cầu. Các binh sĩ Bulgaria lần đầu tiên được chứng kiến các máy bay Liên Xô sau khi bắn hết đạn đã đâm vào các máy bay Đức.
Đến ngày 15 tháng 3, mặc dù phải dừng bước tại ngoại vi phía Nam Harkán nhưng Quân đoàn bộ binh 91 (Đức) vẫn giữ được khu đầu cầu. Ngày 16 tháng 3, Tập đoàn quân Bulgaria 1 và Quân đoàn bộ binh 133 (Liên Xô) phản công. Sau 6 ngày chiến đấu, liên quân Liên Xô - Bulgaria đã hất quân Đức trở lại bờ Nam sông Drava. Tại khu vực phòng thủ của Tập đoàn quân Nam Tư 3, ngày 11 tháng 3, các sư đoàn cơ giới và bộ binh Đức cũng phải dừng bước tại tuyến phòng thủ của Quân đoàn bộ binh 12 (Nam Tư) và Sư đoàn bộ binh 122 (Liên Xô) trên khu vực Baran Petrovo Selo (Baranjsko Petrovo Selo). Mặc dù chỉ còn cách Batina gần 30 km nhưng quân Đức không thể tiến thêm được. Ngày 21 tháng 3, liên quân Nam Tư-Liên Xô mở cuộc phản công, hất Quân đoàn 91 (Đức) khỏi khu vực đầu cầu Szabolcs (Szaporca), buộc quân đoàn này phải rút về bờ nam sông Drava ngày 22 tháng 3 năm 1945. Kế hoạch "Khu rừng ma quỷ" của tướng Werner von Erdmansdorf phá sản.

#### Hướng Nagybajom - Dombova (Dombovar)
7 giờ sáng ngày 6 tháng 3, sau một tiếng đồng hồ pháo kích và ném bom, Tướng Maximilian de Angelis, chỉ huy Tập đoàn quân xe tăng 2 (Đức) tung một đòn công kích gồm 2 sư đoàn kỵ binh (13 SS và 118), 2 sư đoàn bộ binh (1 và 104) có sự yểm hộ của Lữ đoàn cơ giới 92 vào khu vực phòng ngự của Tập đoàn quân 57 (Liên Xô) tại khu vực Nagybajom. Sau hai ngày tấn công, quân Đức đã đục được một lỗ thủng trong khu vực này và tiến lên được 5 km. Ngày 8 tháng 3, các sư đoàn kỵ binh thiết giáp và bộ binh Đức phải dừng lại trước tuyến phòng thủ chính của Tập đoàn quân 57 (Liên Xô) ở phía Tây Kaposhvar (Kaposvar) 15 km. Trong một tuần sau đó, các quân đoàn bộ binh 22 và 68 (Đức) đã cố sức công kích nhưng đều bị hỏa lực pháo binh của Tập đoàn quân 57 yểm hộ cho các quân đoàn bộ binh 64 và cận vệ 6 chặn lại. Đến ngày 14 tháng 3, Tập đoàn quân xe tăng 2 (Đức) đã mất sức tấn công và buộc phải chuyển sang trạng thái phòng ngự. Trong các mũi tấn công của quân Đức tại khu vực Hồ Balaton trong mùa xuân 1945, đây là mũi tấn công đạt kết quả kém cỏi nhất và không đạt được mục tiêu chi viện cho mũi tấn công phía Nam của Quân đoàn bộ binh 91 (Đức). Mặc dù phải điều Quân đoàn bộ binh 133 đi chi viện cho các Tập đoàn quân Bulgaria 1 và Nam Tư 3, Tập đoàn quân 57 (Liên Xô) vẫn đủ sức chặn đứng cuộc tấn công của 5 sư đoàn và 1 lữ đoàn Đức.

#### Hướng Székesfehérvár - Dunapentele
6 giờ sáng ngày 6 tháng 3, toàn bộ Quân đoàn xe tăng 3 và cánh phải của Quân đoàn kỵ binh 1 (Đức) chuyển sang tấn công vào Tập đoàn quân 27 (Liên Xô) đang bố trí phòng thủ trên địa đoạn dài 25 km từ kênh đào Sharviz đến phía Nam hồ Velence. Ngay trong ngày đầu tiên của cuộc tấn công, hơn 300 xe tăng cùng 2 sư đoàn bộ binh và 1 sư đoàn kỵ binh (Đức) đã tập trung đột kích vào phòng tuyến của Quân đoàn bộ binh 30 (Liên Xô) tại khu vực phía Tây Serkerrastura (Sarszentagota). Mật độ xe tăng Đức đạt đến 50 chiếc/km chính diện. Sau hai ngày đầu tiên, Quân đoàn xe tăng 3 đã đánh bật Quân đoàn bộ binh 30 (Liên Xô) khỏi thị trấn Serkerrastura. Ngày 8 tháng 3, Quân đoàn xe tăng 2 SS sử dụng lực lượng xe tăng đông đến 60 chiếc/km chính diện đánh chiếm thị trấn Seregélyes và đẩy lùi Quân đoàn bộ binh cận vệ 35 (Liên Xô) lên phía Bắc. Ngày 9 tháng 3, nguyên soái F. I. Tolbukhin điều Quân đoàn xe tăng 23 từ Polmand (Pazmand) cơ động xuống phía Nam hồ Velence, phối hợp với Quân đoàn xe tăng 18 và Quân đoàn bộ binh cận vệ 35 giữ Adan (Adony) và Erszi (Ercsi), phòng thủ Tây Nam Budapest từ xa. Cùng ngày, Quân đoàn cơ giới cận vệ 1 được điều động từ Dunafyoldvar lên phía Đông Serkerrastura để chặn đứng nguy cơ quân Đức đột kích ra Dunapentele trên bờ sông Danube. Vật cản chống tăng được bố trí dày đặc trên con đường nằm ở phía Đông của thị trấn Seregélyes, và các trung đoàn trang bị các siêu pháo tự hành chống tăng SU-100 cũng được điều đến đây. Sư đoàn đổ bộ đường không cận vệ số 3 thuộc Tập đoàn quân số 27 cũng được đưa đến gần Seregélyes.
Ngày 13 tháng 3, hơn 50 xe tăng Đức tập trung đột phá khu vực phòng thủ của Sư đoàn bộ binh 78 (Quân đoàn cận vệ 35). Các pháo thủ chống tăng của Sư đoàn đã bắn gần như đến viên đạn cuối cùng. Giống như trong Chiến dịch Kursk, họ đã phải dùng đến các chai cháy để đốt phá các xe tăng Đức. Đến cuối ngày, Lữ đoàn xe tăng cận vệ 9 (Quân đoàn cơ giới cận vệ 1) và Lữ đoàn pháo tự hành 207 đã hành quân đến khu vực bị đột phá và triển khai trận phản đột kích. Quân Đức buộc phải rút lui sau khi để lại trên chiến trường 25 xác xe tăng. Tại khu vực của Quân đoàn bộ binh 37, đến ngày 14 tháng 3, Sư đoàn xe tăng 3 (Đức) đã không vượt qua được con đường sắt từ Erszi đi Shimontornia (Simontornia) sau khi bị mất hơn 40 xe tăng. Trên hướng này, Quân đoàn xe tăng 2 SS (Đức) chỉ đạt được chiều sâu chiến thuật khoảng 12 km và buộc phải dừng lại sau khi bị mất hơn 100 xe tăng.

#### Hướng Polgarda (Polgardi)- Baija (Baja)
Đòn tấn công chính của quân Đức diễn ra ở khu vực trận tuyến giữa hồ Velence và hồ Balaton vào lúc 8 giờ sáng, 40 phút sau một trận pháo kích chuẩn bị kéo dài nửa tiếng. Song song với hướng tấn công của Quân đoàn xe tăng 3 (Đức), Tập đoàn quân xe tăng 6 SS và Tập đoàn quân 6 (Đức) sử dụng Quân đoàn xe tăng 1 SS, Quân đoàn xe tăng 4 SS và Quân đoàn xe tăng 3 mở một cuộc công kích dữ dội vào trận tuyến do Tập đoàn quân số 26 (Liên Xô) trấn thủ tại khu vực từ bờ Tây kênh đào Sharviz đến Sziofok (Siofok) ở bờ Nam hồ Balaton. 8 sư đoàn xe tăng, 4 sư đoàn bộ binh và 1 sư đoàn kỵ binh (Đức) được tập trung tấn công trên một chính diện rộng 5 km, mật độ xe tăng và pháo tự hành lên tới 70 chiếc/km chính diện.
Trong một tuần đầu, Tập đoàn quân 26 (Liên Xô) chống đỡ rất khó khăn và lui dần trước sức tấn công của hơn 350 xe tăng và pháo tự hành Đức. Lần lượt các truyến phòng thủ vòng ngoài của Quân đoàn bộ binh 30, 104 và 135 đều bị xe tăng Đức tràn qua. Những trận chiến căng thẳng và quyết liệt tiếp tục diễn ra khi quân Đức tìm cách khoét sâu vào những chỗ yếu trong tuyến phòng ngự của phía Liên Xô, còn phía Liên Xô thì liên tục điều các đơn vị chống tăng dự trữ đến trám vào những khu vực bị đe dọa. Diễn biến cuộc tấn công lên đến đỉnh điểm trong ngày 10 tháng 3 khi quân Đức tung ra các sư đoàn bộ binh 76 và 711 được yểm hộ bởi 170 xe tăng mở cuộc đội công dữ dội vào tuyến phòng thủ thứ hai của Tập đoàn quân 26 do Quân đoàn bộ binh 104 trấn giữ ở Deg. Ngày 11 tháng 3, quân Đức đánh chiếm Deg và bắt đầu dồn các quân đoàn bộ binh 104 và 135 về Simontornja. Ngày 12 tháng 3, Nguyên soái F. I. Tolbukhin tung Quân đoàn kỵ binh cận vệ 5 và Lữ đoàn pháo tự hành 208 trong lực lượng dự bị từ Dunafyoldvar lên tăng cường cho hướng Simontornja. Quân đoàn bộ binh 33 (Tập đoàn quân 27) cũng được điều động đến tham chiến để bịt cửa mở trong dải mặt trận của Tập đoàn quân 26, nơi hứng chịu những mũi đột kích xe tăng rất mạnh của Tập đoàn quân xe tăng 6 SS (Đức). Ngày 13 tháng 3, quân đội Liên Xô đã chặn đứng mũi tấn công của Đức tại Simontornja. Đây là mũi tiến quân sâu nhất của quân Đức trong toàn bộ chiến dịch, đạt chiều sâu 30 km nhưng không thể tiến xa hơn trước tuyến phòng ngự chiến thuật nhiều tầng, nhiều lớp của quân đội Liên Xô.

### Hoạt động của không quân
Để yểm hộ cho các trận đánh phòng ngự trên mặt đất, Tập đoàn quân không quân 17 (Liên Xô) đã tập trung toàn lực cho mặt trận hồ Balaton. Mặc dù quân Đức đã chiếm lại được sân bay Székesfehérvár nhưng các sư đoàn máy bay ném bom 244 và 262 đã biến sân bay này trở thành những đống đất và những hố sâu ngổn ngang đến mức không thể sử dụng được. Không quân Đức buộc phải sử dụng các sân bay ở Dier, Papa và Kapuvar, cách xa mặt trận từ 50 đến 100 km, bị giảm khá nhiều thời gian hoạt động trên không phận mặt trận. Trong ngày 8 tháng 3, ngày mà quân Đức tung ra hơn 350 xe tăng tấn công phòng tuyến của Tập đoàn quân 26, Sư đoàn không quân cường kích 306 đã tung ra toàn bộ số máy bay IL-2 và Tu-2 có trong tay vào các trận đánh giữa kênh đào Shavisz và kênh đào Sio. Trong trận này, chỉ riêng biên đội IL-2 do đại úy D. S. Egorkin chỉ huy đã phá huỷ 15 xe tăng Đức và bắn cháy 11 chiếc khác. Cũng trong ngày hôm đó. Sư đoàn không quân cường kích 139 cũng hỗ trợ đắc lực cho các trận đánh của Quân đoàn xe tăng 18 và Quân đoàn bộ binh cận vệ 35, chặn đứng đòn tấn công của hơn 200 xe tăng Đức tại khu vực phía nam hồ Velence.
Không chỉ yểm hộ cho lực lượng mặt đất, các máy bay tiêm kích của các sư đoàn 194, 288 và 295 đã phong tỏa bầu trời khu vực tác chiến. Trong các trận chiến trên không nửa đầu tháng 3 ở khu vực hồ Balaton, các máy bay tiêm kích, cường kích của Tập đoàn quân không quân 4 (Đức) đã không thể yểm hộ có hiệu quả cho các cuộc tấn công trên mặt đất. Khó khăn của không quân Đức càng chồng chất thêm khi các sư đoàn máy bay ném bom của Tập đoàn quân không quân 5 thuộc Phương diện quân Ukraina 2 tham chiến. Các sư đoàn máy bay ném bom của Phương diện quân Ukraina 2 đã liên tục ném bom, bắn phá các sân bay trong hậu phương gần mặt trận của quân Đức. Trong những ngày cuối của chiến dịch, không quân Đức rất khó cất cánh để yểm hộ cho xe tăng và bộ binh trên chiến trường do không phận các sân bay đều bị không quân Liên Xô khống chế.
Ngày 12 tháng 3, Sư đoàn cường kích 189 thuộc Quân đoàn không quân cường kích 10 tổ chức một trận oanh tạc lớn vào đội hình xe tăng của Tập đoàn quân xe tăng 6 SS (Đức) đang tiến qua Deg xuống phía Nam. Trung đoàn 639 huy động 15 chiếc IL-2, Trung đoàn 615 huy động 10 chiếc, Trung đoàn 707 huy động 14 chiếc. Các máy bay IL-2 bay thấp từ 100 đến 150 m trong sương mù đột ngột xuất hiện phía trên đội hình xe tăng Đức đang tiến xuống Shimontornja. Chỉ sau 20 phút oanh tạc, quân Đức đã bị mất 19 xe tăng, 27 xe bọc thép và 10 pháo tự hành. Khi các máy bay tiêm kích Me-109 và Fw-190 (Đức) kéo đến thì tốp IL-2 đã "biến mất", thay vào đó là hơn 40 máy bay tiêm kích Yak-3 và La-5. Không quân Đức chỉ hạ được 4 chiếc Yak-3, 2 chiếc La-5 và chịu mất 7 chiếc Me-109 cùng 3 chiếc Fw-190. Trong các ngày sau đó, không quân Liên Xô tiếp tục làm chủ bầu trời khu vực Balaton - Velence, góp phần chặn đứng cuộc tấn công của xe tăng Đức.

### "Không được kéo dài cuộc chiến"
Tại thời điểm gay go, căng thẳng nhất của chiến dịch, ngày 9 tháng 3, Nguyên soái F. I. Tolbukhin, tư lệnh Phương diện quân Ukraina 3 đã thỉnh cầu Đại bản doanh cho phép dùng lực lượng dự trữ cho chiến dịch Viên là Tập đoàn quân cận vệ 9 vào chặn kích tại hồ Balaton. Ông cũng đề nghị rằng trong trường hợp khẩn cấp, Đại bản doanh nên đồng ý cho dời sở chỉ huy Phương diện quân về bờ Đông sông Danube. Tuy nhiên Tổng tư lệnh tối cao I. V. Stalin không chấp nhận và yêu cầu F. I. Tolbukhin tiếp tục bám trụ ở bờ Tây con sông:
| “               | Đồng chí Tolbukhin, nếu đồng chí cho rằng có thể kéo dài chiến tranh thêm 5 hay 6 tháng thì, dĩ nhiên, đồng chí có thể rút quân sang bên kia sông Danube. Ở đấy chắc chắn sẽ yên tĩnh hơn. Nhưng tôi cho rằng đồng chí sẽ không nghĩ như vậy. Vì vậy, cần phải trấn thủ ngay tại bờ phải con sông và đồng chí cùng với ban tham mưu phải có mặt tại đấy. Tôi chắc chắn rằng các binh sĩ sẽ cảm thấy vinh dự trước trách nhiệm hệ trọng của mình. Điều cần thiết duy nhất chỉ là hãy chỉ huy họ thật tốt. | ” |
| — I. V. Stalin, | |   |

I. V. Stalin cũng cho rằng cần phải tổng phản công ngay vừa khi quân Đức hụt hơi và dừng tấn công, không để cho phía Đức có cơ hội nghỉ ngơi và củng cố hệ thống phòng thủ. Để phục vụ cho mục tiêu này, Phương diện quân Ukraina 3 được phép sử dụng Tập đoàn quân xe tăng cận vệ 6 được điều từ Phương diện quân Ukraina 2 trong trường hợp không đủ lực lượng cơ động đột kích. Không lâu sau đó, một chỉ thị từ Đại bản doanh gửi tới Phương diện quân Ukraina 3, yêu cầu Phương diện quân tiếp tục phòng ngự và tiêu hao mũi tiến công Đức, sau đó cánh phải của Phương diện quân sẽ tổ chức phản công. Bức điện của STAVKA nói rõ:
| “         | Trong các trận đánh phòng ngự, tư lệnh Phương diện quân Ukraina 3 có nhiệm vụ đánh tiêu hao cánh quân xe tăng của địch ở khu vực Székesfehérvár, sau đó chậm nhất là ngày 15 hoặc 16 tháng 3 năm nay, cánh phải của Phương diện quân phải chuyển sang tấn công nhằm đánh tan quân địch ở phía Bắc hồ Balaton và phát triển đột kích theo hướng chung tới Pápa và Szopron. Không được dùng Tập đoàn quân cận vệ 9 vào chiến đấu phòng ngự mà phải dùng để phát triển đột kích và tiêu diệt hoàn toàn quân địch. Phương diện quân Ukraina 2 phải phòng ngự quyết liệt ở phía Bắc sông Danube, sử dụng các đơn vị cánh trái, nơi tiếp giáp với cánh quân xung kích của F. I. Tolbukhin để tiến công vào Dier. | ” |
| — STAVKA. | |   |

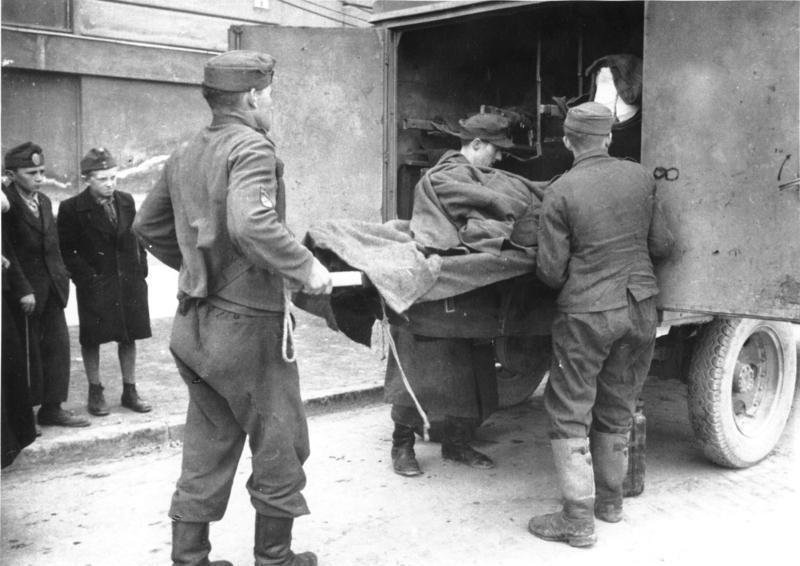
Binh sĩ Đức đưa thương binh lên xe

Đúng như nhận định của STAVKA, Phương diện quân Ukraina 3 đã không cần điều Tập đoàn quân cận vệ 9 để chặn kích mà vẫn đứng vững. Sau mười ngày tiến công, mặc dù mũi tấn công của quân Đức đã tiến được 15-30 cây số, hỏa lực từ những hỏa điểm chống tăng dày đặc cùng hệ thống phòng tuyến nhiều tầng nhiều lớp và có chiều sâu của Liên Xô đã giáng cho quân Đức những tổn thất nặng nề. Kiệt quệ, mệt mỏi và gần như hết sạch lực lượng dự bị, Tập đoàn quân xe tăng 6 SS đã không còn khả năng đột phá đến sông Danube như dự kiến và ngày 15 tháng 3 đã phải dừng lại ở bờ bắc kênh đào Sharvisz cách sông Danube hơn 20 km. Tại phía Nam hồ Velence, Tập đoàn quân 6 (Đức) chỉ tiến lên được không quá 12 km cùng với những thiệt hại nặng nề về người và xe tăng. Quân đoàn bộ binh 91 tại khu hợp lưu sông Drava và sông Danube cũng không thể nào tiến tới mục tiêu Mohacs trước sức kháng cự dữ dội của quân đội Bulgaria và Nam Tư. Giống như những diễn biến ở Chiến dịch Thành Trì năm 1943, những thành quả chiến thuật trong mấy ngày đầu của quân đội Đức Quốc xã khá ấn tượng. Tuy nhiên, đến ngày thứ 10 của chiến dịch thì quân Đức đã bị tiêu hao nặng và hoàn toàn thất bại trong việc hoàn thành các mục tiêu chiến dịch. Phòng tuyến của phía Liên Xô bị cong đi một số đoạn, nhưng xét về toàn cục, họ vẫn đứng vững và không bị tan vỡ, trong khi đó các đơn vị dự bị dồi dào - để dành cho chiến dịch Viên - vẫn còn nguyên vẹn.
Đại tướng Heinz Guderian, lúc bấy giờ là Tham mưu trưởng Lục quân Đức Quốc xã, đã ghi nhận lại tình hình tuyệt vọng như sau:
| “                 | Đến đây thì hy vọng thành công đã mất hết. Chỉ còn các sư đoàn SS là giữ được tinh thần chiến đấu cao. Dưới sự che chở của hàng rào xe tăng tổ chức phòng ngự cứng rắn, các sư đoàn buộc phải rút lui toàn bộ. Những sư đoàn này hầu như không còn có thể trông cậy được | ” |
| — Heinz Guderian, | |   |

Trong nhật ký của mình, Bộ trưởng tuyên truyền Đức Joseph Goebbels cũng chua chát nhận xét rằng sự thất bại của quân Đức gần như là chắc chắn.

### Giai đoạn phản công, giải phóng Hungary

Quân đội Liên Xô phản công

Ngày 13 tháng 4, trinh sát quân Đức phát hiện ra một hoạt động chuyển quân cực lớn diễn ra ở hậu phương của Phương diện quân Ukraina 3. Ban đầu, phía Đức phỏng đoán đó chỉ là một hoạt động chuyển quân bình thường nhằm trám viện binh vào những lỗ hổng. Tuy nhiên, các tin tức thu thập được sau đó khiến người Đức nhận ra rằng một điều tồi tệ sắp xảy ra đối với các mũi tấn công của Cụm Tập đoàn quân Nam.
| “                                                                          | Các hoạt động chuyển quân (của quân đội Liên Xô) cho thấy hết sức rõ ràng về ý định của quân địch. Dữ liệu thu thập được của không quân trinh sát cho thấy một đoàn xe cơ giới đến 3.000 chiếc di chuyển từ phía hậu cứ ở khu vực Budapest theo hướng Zamol. Nhiệm vụ của chúng sẽ là phá hoại tuyến tiếp tế cho quân Đức, tiến ra theo hành lang hẹp ở Szekesfehervar và tấn công theo hướng hồ Balaton. | ” |
| — Nhật ký chiến trường của Cụm Tập đoàn quân Nam ngày 14 tháng 3 năm 1945, | |   |

Quả thật, từ ngày 14 đến ngày 16, trong khi chiến cục vẫn còn giằng co ở ngoài trận địa, 4 tập đoàn quân Liên Xô đã lặng lẽ tập hợp tại các vị trí xuất phát nằm ngay tại cạnh sườn và sau lưng của quân Đức. Ngày 16 tháng 3, đúng theo kế hoạch, quân đội Liên Xô tổng phản công, bắt đầu bởi các Tập đoàn quân số 46, cận vệ số 4 và số 9, và đến ngày 19 tháng 3 thì Tập đoàn quân xe tăng cận vệ số 6 cũng nối gót tham gia vào cuộc tấn công. Chỉ trong vòng 24 tiếng đồng hồ, quân Đức đã bị đánh lui về điểm xuất phát. Tất cả những gì mà quân Đức giành được trong 10 ngày chiến đấu kịch liệt đã mất sạch. Trong vòng ít hôm sau đó, toàn bộ Phương diện quân Ukraina 2 và 3 đồng loạt phản công, và trước áp lực mạnh mẽ của hai phương diện quân Liên Xô, tinh thần và sức chiến đấu của quân Đức bắt đầu rạn vỡ. Tập đoàn quân xe tăng 6 SS (Đức) bị dồn vào eo đất hẹp giữa hồ Balaton và hồ Velence. Lợi dụng việc quân đội Liên Xô chưa kịp triển khai thế trận bao vây từ phía Đông hồ Velence và phía Tây hồ Balaton, tối 22 tháng 3 năm 1945, chủ lực Tập đoàn quân xe tăng 6 SS băng qua hành lang lửa đạn dọc theo 2 km ở bờ Bắc hồ Balaton và trốn thoát. Trong những ngày tiếp theo, Tập đoàn quân xe tăng cận vệ 6 chỉ có thể lợi dụng sự hỗn loạn trong tuyến phòng ngự của quân Đức đang tháo lui để tiếp tục khoét sâu vào trận địa của quân Đức mở ra những hướng tiến công mới đến phía Tây Hungary.

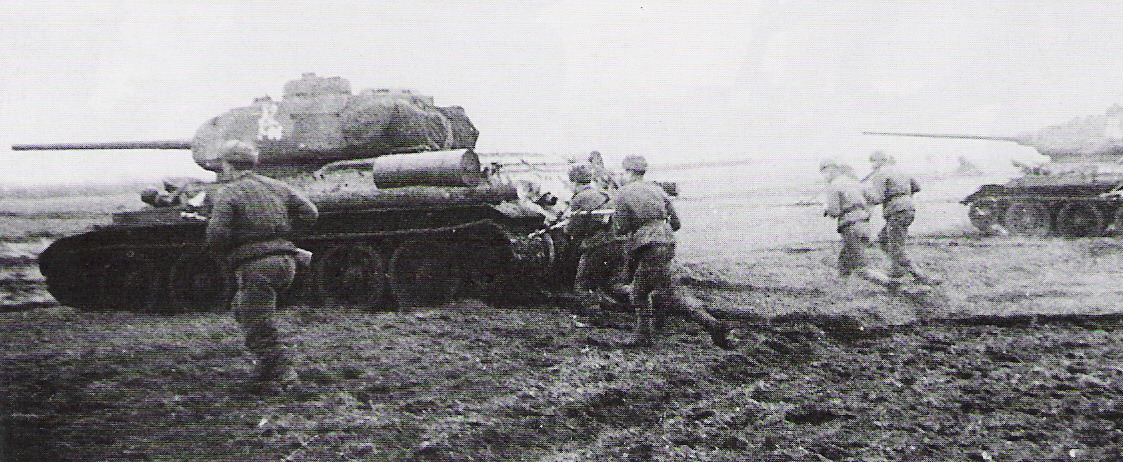
Xe tăng và bộ binh Liên Xô phản công trong chiến dịch phòng ngự hồ Balaton, tháng 3 năm 1945

Trong thời gian đầu, các cuộc tấn công của quân đội Liên Xô không diễn ra hoàn toàn suôn sẻ. Địa hình phức tạp của khu vực - một nhân tố giúp cầm chân quân Đức trong giai đoạn phòng ngự - nay chuyển sang gây khó dễ cho quân đội Liên Xô. Tập đoàn quân xe tăng cận vệ 6 (Liên Xô) phải mất ba ngày để tập kết tại phía Bắc hồ Velence và mất thêm 2 ngày để tiến hành các hoạt động trinh sát, nắm tình hình. Vì cuộc chiến còn có khả năng kéo dài nên các tư lệnh quân đoàn xe tăng của Tập đoàn quân xe tăng cận vệ 6 qua những kinh nghiệm xương máu của Chiến dịch Debrecen, không thể sử dụng xe tăng mà không trinh sát địa hình và địch tình. Đáng tiếc là dù cho đó là vấn đề kỹ thuật quân sự bắt buộc phải làm như vậy thì mỗi phút chậm trễ của quân đội Liên Xô đều có lợi cho quân Đức. Các đợt tấn công triển khai chậm đã không đạt kết quả hợp vây cánh quân xe tăng Đức. Tập đoàn quân xe tăng 6 SS (Đức) đã may mắn thoát khi họ sớm rút khỏi cuộc chiến bất chấp mệnh lệnh chống cự đến cùng của Hitler.
Quân Đức sau nhiều ngày chiến đấu đã hao mòn, kiệt sức và không còn khả năng chống trả hữu hiệu trước đối thủ quá áp đảo về binh lực. Trong khi đó, các đợt tấn công của quân đội Liên Xô sau ít ngày khởi đầu chậm chạp đã bắt đầu tăng tốc: ngày 30 tháng 3 phương diện quân Ukraina 3 vượt biên giới Hungary tiến vào Áo. Ngày 20 tháng 3, Tập đoàn quân 46 (Liên Xô) đã bao vây và bắt làm tù binh hơn 20.000 quân Đức ở khu vực Esztergom - Komarno. Ngày 29 tháng 3, Phương diện quân Ukraina 3 giải phóng Szombathely và Kioseg (Koszeg). Ngày 1 tháng 4, quân đội Liên Xô giải phóng thành phố Wiener Neustadt trên đất Áo. Ngày 4 tháng 4, Quân đội Liên Xô tấn công Bratislava, toàn bộ lãnh thổ Hungary được giải phóng. Cuối cùng, ngày 13 tháng 4 quân đội Liên Xô giải phóng Viên, đúng 3 ngày trước khi một trận cuồng phong nổi lên trên bờ sông Oder.

## Kết quả, đánh giá và ảnh hưởng

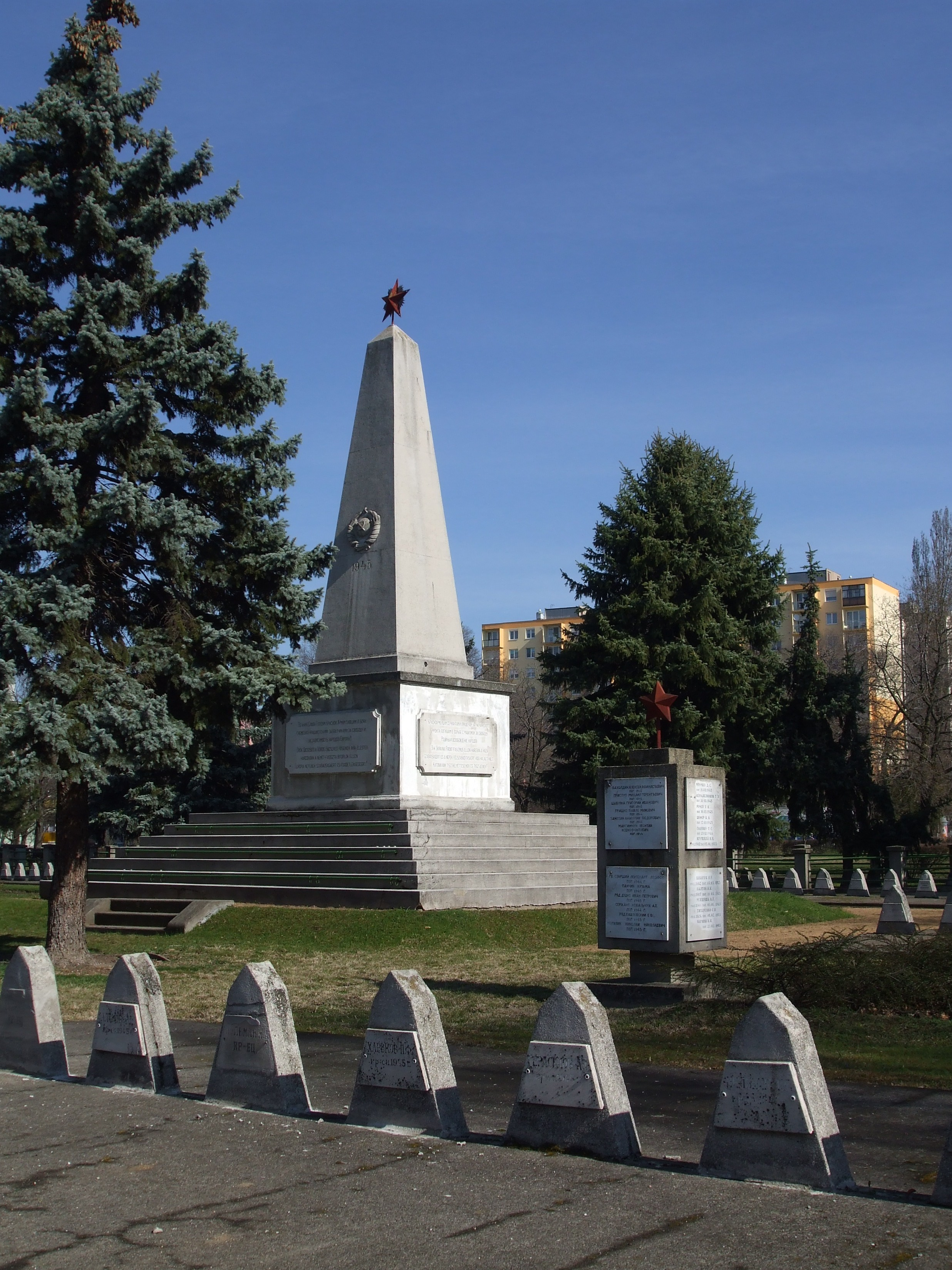
Đài tưởng niệm chiến thắng của quân đội Liên Xô tại Székesfehérvár.

### Kết quả
Trong số 504 xác xe tăng do các lực lượng bảo vệ hậu phương quân đội Liên Xô kiểm đếm được trên chiến trường vùng hồ Balaton sáng 23 tháng 3 năm 1945, có 269 chiếc bị trúng rocket và đạn pháo từ các máy bay cường kích Liên Xô, 171 chiếc bị phá hủy bởi pháo tăng và pháo chống tăng, 26 chiếc bị nổ tung trong các bãi mìn, 21 chiếc bị diệt bởi lựu đạn và thủ pháo chống tăng, 17 chiếc bị bỏ lại khi đã dùng hết sạch nhiên liệu.
Chiến dịch phòng ngự hồ Balaton đã làm tiêu hao những lực lượng dự bị mạnh cuối cùng của nước Đức Quốc xã. Hơn 40.000 quân Đức và tàn quân Hungary của tướng Ferenc Szálasi đã bỏ mạng và bị thương trong thời gian diễn ra cuộc phản công của quân Đức tại phía nam hồ Balaton. Nghiêm trọng hơn là Tập đoàn quân xe tăng 6 SS, một trong những binh đoàn đột kích giỏi nhất của nước Đức Quốc xã đã mất sức chiến đấu sau chiến dịch này. Sau chiến dịch này, chính phủ Ferenc Szálasi hoàn toàn trở thành một chính quyền bù nhìn khi không còn quân đội và nước Đức Quốc xã đã không còn đủ sức mạnh để chống đỡ cho họ.
Quân đội Liên Xô cũng chịu tổn thất gần 33.000 người chết và bị thương. Tuy nhiên, tổn thất đó chỉ là một phần nhỏ so với toàn bộ 140.000 quân nhân Xô Viết cùng hàng vạn quân nhân Bulgaria và Nam Tư đã ngã xuống tại Hungary để giải thoát đất nước này khỏi chế độ chiếm đóng của Phát xít Đức.
Chiến dịch phòng ngự hồ Balaton đánh dấu kết thúc cho một trong bốn mặt trận khốc liệt nhất ở Đông Âu trong Chiến tranh thế giới thứ hai. Về quy mô binh lực tham gia, tổn thất nhân mạng và phương tiện, thời gian diễn biến và mức độ ác liệt, mặt trận Hungary chỉ đứng sau mặt trận Ba Lan, mặt trận Berlin và sánh ngang với mặt trận Đông Phổ.

### Đánh giá
Trận đánh tại hồ Balaton là một thất bại quá rõ ràng đối với quân Đức. Mặc dù quân đội Đức Quốc xã đã chọc thủng một đoạn phòng tuyến của quân đội Liên Xô và đột phá được chiều sâu đáng kể, nhưng tất cả những mục tiêu chiến dịch đều không hoàn thành được và đồng thời quân Đức còn hứng chịu tổn thất nặng nề. Lý do của thất bại này không gì khác chính là những sai lầm cố hữu trong tư duy quân sự của Hitler. Giống như các chiến dịch "Konrad I" và "Konrad II", Hitler đã đặt ra quá nhiều mục tiêu cho Cụm tập đoàn quân Nam nói chung và Tập đoàn quân xe tăng 6 SS nói riêng. Ông ta không chỉ yêu cầu tái chiếm lại Budapest mà còn phải hất Phương diện quân Ukraina 3 ra khỏi bờ Tây sông Danube và ngăn cản đà tiến quân của Phương diện quân Ukraina 2. Đồng thời, quân Đức cũng phải căng sức ra bảo vệ khu mỏ dầu ở Nagykanizsa phía Nam hồ Balaton. Đối với sức lực của quân đội Đức quốc xã hiện tại thì họ khó mà đảm đương tất cả những nhiệm vụ ấy. Chỉ riêng một mục tiêu bao vây và tiêu diệt cả một phương diện quân Liên Xô (Phương diện quân Ukraina 3 có 4 tập đoàn quân Liên Xô, 1 Tập đoàn quân Bulgaria và 1 Tập đoàn quân Nam Tư) đã là quá sức đối với Tập đoàn quân xe tăng 6 SS, Tập đoàn quân xe tăng 2 và một phần Tập đoàn quân 6 (Đức). Trong khi đó, không quân Đức Quốc xã dù ở gần các sân bay của mình hơn nhưng không còn đủ số lượng máy bay trong tình trạng sẵn sàng chiến đấu để đối phó với Không quân Xô Viết. Quân đội Liên Xô năm 1945 đã khác hẳn quân đội Liên Xô năm 1941 không chỉ về trang bị vũ khí, kỹ thuật mà còn về kỹ năng tổ chức chiến đấu và tinh thần chiến đấu. Trong khi đó, những sĩ quan và binh lính ưu tú của quân đội Đức Quốc xã, dày dạn trận mạc đã hao hụt nhiều qua 4 năm chiến tranh. Thành phần quân đội Đức Quốc xã (kể cả lực lượng SS) đầu năm 1945 gồm 2/3 là quân mới, chưa được huấn luyện kỹ và một nửa trong số đó mới giáp trận lần đầu. Cho dù trên chiến trường, quân đội Đức Quốc xã vẫn có đủ các tập đoàn quân, quân đoàn, sư đoàn nhưng về nhân sự, chất lượng của quân đội Đức Quốc xã đã kém hơn nhiều so với thời điểm 1941-1942. Vì vậy, Tập đoàn quân xe tăng 6 SS gần như phải gánh toàn bộ sức nặng của cuộc chiến trong khi Quân đoàn xe tăng 3 chỉ đóng vai trò một phụ công trên hướng thứ yếu. Cuối cùng, việc sử dụng Quân đoàn xe tăng 4 SS một cách vội vã trong các trận tấn công nhằm giải vây cho các lực lượng Đức ở Budapest hồi tháng 1 năm 1945 đã làm tiêu hao quân đoàn này, khiến cho nó không thể hỗ trợ có hiệu quả cho hoạt động của quân Đức trên hướng Bắc hồ Velence, một hướng tấn công quan trọng khả dĩ có thể phối hợp với Quân đoàn xe tăng 2 SS để hợp vây Tập đoàn quân 27 (Liên Xô). Có thể nói, những sự kiện diễn ra ở khu vực Balaton - Velence mùa xuân năm 1945 là một trong những ví dụ điển hình cho sự liều lĩnh đến mức vô lý của Hitler trong giai đoạn cuối cuộc chiến.
Về mặt chiến lược và chiến dịch, đợt tấn công của quân Đức là một thất bại toàn diện, tuy nhiên về mặt chiến thuật thì nó cho thấy đến tận giai đoạn cuối cùng của Chiến tranh thế giới thứ hai, sức mạnh vốn có của quân đội Đức Quốc xã vẫn chưa hoàn toàn mất hẳn, thể hiện qua những thành quả chiến thuật tương đối đáng kể mà các mũi tấn công của họ đạt được. Tuy nhiên, sự lóe sáng của quân đội Đức Quốc xã không thể cứu họ thoát khỏi thất bại cầm chắc trước một địch thủ quá áp đảo về mọi mặt: chỉ trong vòng 24 tiếng đồng hồ, quân đội Liên Xô đã đẩy quân Đức chạy lui về điểm xuất phát. Thành quả chiến thuật giành được sau 10 ngày chiến đấu đẫm máu đã bị mất trắng trong vòng 1 ngày.
Thời tiết cũng là một nhân tố không nhỏ góp phần cho sự thất bại của "Mùa xuân Tỉnh thức". Thật vậy, thời tiết xấu đã biến khu vực hồ Balaton thành một bãi lầy đúng nghĩa đen và nó đã vô hiệu hóa các mũi tấn công xe tăng vốn là át chủ bài của quân Đức. Những gì diễn ra tại Balaton giải thích tại sao "tướng bùn" và "tướng băng giá" thường xuyên bị các tướng lĩnh Đức than phiền trong các báo cáo và hồi ký của mình:
| “                                                           | Các xe tăng được tung vào trận địa nhằm khai thác các chiến quả ban đầu, nhưng khu vực này không thể di chuyển (bằng xe tăng) được. Đất vốn được cho là đã đóng băng, và địa hình theo tướng Weller là có thể đi bộ qua được, nhưng thực tế đất rất ẩm ướt và lầy lội. Vì để đảm bảo bí mật, tôi không được phép tổ chức trinh sát địa hình. Cuối cùng, kết quả là 132 xe tăng kẹt cứng trong bùn và 15 xe tăng "Vua Cọp" bị ngập đến tận tháp pháo. Cuộc tấn công chỉ có thể được thực hiện bởi bộ binh. | ” |
| — Josef Dietrich, tư lệnh Tập đoàn quân thiết giáp SS số 6, | |   |

Tuy nhiên, ảnh hưởng của thời tiết thì không chừa riêng ai, và quân đội Liên Xô cũng gặp không ít khó khăn trong việc khắc phục những bãi lầy nằm trên địa hình phức tạp của khu vực:
| “                                                      | Mùa xuân tan băng sớm đã làm cho tháng 3 năm 1945 nóng lên đáng kể và làm giảm sức cơ động của các phương tiện vận tải, đặc biệt là các xe tăng phải di chuyển trên những con đường phủ đầy băng tuyết bị cày nát. Điều này dẫn đến tốc độ di chuyển của xe tăng và xe thiết giáp đã bị hạn chế. Chúng ta cũng phải tính đến thực tế rằng khu vực Sharkerestur - Kyulshe - Pyulpekt - Genrikh là khu vực đầm lầy bị cắt xẻ bởi rất nhiều kênh đào. Hoạt động của xe tăng và pháo tự hành chỉ khả thi trên các vùng đất bằng phẳng. | ” |
| — Báo cáo tháng 3 năm 1945 của Quân đoàn cơ giới số 1, | |   |

Đại tướng S. M. Shtemenko đã nhận định về trận phòng ngự hồ Balaton như sau:
| “                  | Trận phòng ngự Balaton là một ví dụ nữa của tinh thần dũng cảm, ngoan cường, bất khuất và chủ nghĩa anh hùng của các binh sĩ Liên Xô. Chỉ trong hai ngày chiến đấu, quân địch đã mất gần 100 xe tăng và pháo tự hành, và trong toàn bộ trận đánh (6-15 tháng 3) chúng đã mất gần 500 xe ! Chủ nghĩa anh hùng tập thể của binh lính và sĩ quan thuộc Phương diện quân Ukraina 3 đã đật tan hy vọng cuối cùng của bộ chỉ huy Hitler nhằm khôi phục lại tình hình ở Trung Âu. Chiến thắng của chúng ta cũng đã đóng góp đáng kể cho hoạt động quân sự của quân Anh-Mỹ ở Ý và giúp hoàn thành việc đánh bại quân xâm lược tại Nam Tư. | ” |
| — S. M. Shtemenko, | |   |

### Ảnh hưởng
Về quân sự, chiến dịch phòng ngự hồ Balaton đã mở ra nhiều con đường tiến đến thành Viên và phía nam nước Đức cho quân đội Liên Xô. Nó cũng mở ra khả năng chi viện trực tiếp cho những người Slovakia đang khởi nghĩa từ cuối năm 1944. Cùng với các chiến dịch Đông Pomerania và Chiến dịch Hạ Silesia, chiến dịch này báo trước sự sụp đổ không tránh khỏi của quân đội Đức Quốc xã tại mặt trận phía Đông nói chung cũng như toàn bộ Đế chế thứ ba đang chống giữ tuyệt vọng tại mặt trận Berlin.
Về chính trị, sự thất bại của quân đội Đức Quốc xã và lực lượng xe tăng SS (Đức) trong chiến dịch này đã làm tiêu tan hy vọng của chính quyền Đức Quốc xã trong việc chuyển trọng tâm kháng chiến từ Berlin về vùng núi Áo - Tiệp Khắc và miền Nam nước Đức. Những công trình xây dựng kiên cố ở vùng Rasteinburg vẫn chưa thể hoàn thành trong khi nước Đức Quốc xã đã tiêu hao nốt những binh đoàn xe tăng chủ lực cuối cùng khả dĩ có thể bảo vệ được vùng này.
Về kinh tế, nước Đức Quốc xã cũng không thể đạt được mục tiêu bảo vệ nguồn dầu mỏ cuối cùng tại khu vực phía bắc hồ Balaton và phía Nam sông Danube trên khu vực biên giới Áo - Hung. Mất nguồn dầu mỏ này, nước Đức Quốc xã hầu như không còn nguồn nhiên liệu thay thế. Điều đó có nghĩa là tàu chiến, xe tăng và máy bay sẽ nằm bất động, pháo binh sẽ không có xe kéo. Những cỗ xe chạy bằng khí đốt từ than (kể cả than củi) bắt đầu xuất hiện ở Dresden, Leipzig và nhiều thành phố khác của nước Đức đủ nói lên điều này. Mặc dù nước Đức vẫn còn dự trữ chiến lược cho 6 tháng nhưng việc để mất nguồn dầu mỏ tại Hungary đã làm suy yếu nghiêm trọng tiềm lực kinh tế - quốc phòng của chế độ Đức Quốc xã.
Về tinh thần, thất bại tại khu vực phía Nam hồ Balaton đã đem lại một nỗi thất vọng lớn cho giới chính trị Đức. Mặc dù Hitler và những người thân cận với ông ta như Joseph Goebbels và Martin Bormann vẫn lớn tiếng hô hào người Đức phải chống cự đến cùng nhưng nội bộ chế độ Quốc xã Đức bắt đầu rạn nứt nghiêm trọng. Cuối tháng 3 năm 1945, Heinrich Himmler bắt đầu vạch lối thoát cho chế độ Quốc xã Đức bằng cách liên kết với phương Tây. Tháng 3 năm 1945, các cuộc tiếp xúc giữa đại diện của Himmler, thiếu tướng tình báo SS Walter Schellenberg với bá tước Folke Bernadotte (Thụy Điển) để bàn về việc cứu giúp các thành viên của Đảng Quốc xã Đức núp dưới vỏ bọc những người Do Thái bị chế độ Quốc xã ngược đãi. Cùng thời điểm đó, "Chiến dịch Sunrise" (còn có tên khác là "Trò chơi ô chữ"), một cuộc đàm phán khác do trung tướng SS Karl Volf, dưới sự chỉ đạo của Heinrich Himmler cũng được tiến hành bí mật với Allen Dulles, trưởng chi nhánh cơ quan đặc biệt Hoa Kỳ OSS tại châu Âu với mục đích "cứu chế độ Đức Quốc xã khỏi sự đầu hàng trước những người Bolsevich".
Kết quả thất bại của Chiến dịch Frühlingserwachen đã tạo ra những bất lợi mới cho nước Đức Quốc xã trên mặt trận ngoại giao trong khi các cuộc đàm phán với phương Tây mới chỉ ở giai đoạn sơ khởi. Chỉ kìm chân được quân đội Liên Xô trong 10 ngày, chế độ Quốc xã Đức và cá nhân Adolf Hitler không còn đủ thời gian chuyển trọng tâm kháng chiến của nước Đức Quốc xã sang vùng núi giữa Áo và Tiệp Khắc để mong có một sự khoan dung từ các nước đồng minh phương Tây. Mất Hungary đồng nghĩa với việc mất luôn cả nước Áo, Hitler buộc phải chọn nước cờ cuối cùng: cố thủ tại Berlin.